# 入谷唯一郎
入谷 唯一郎（いりたに ただいちろう、1905年 - 1989年3月14日）は、日本の水泳競技黎明期の競泳選手。日本でクロール泳法を習得した初期の泳者の一人。

## 経歴
現在の大阪府高槻市出身。子供のころから地元の芥川で泳いでいたという。1919年（大正8年）、旧制茨木中学校（現在の大阪府立茨木高等学校）に入学。同級には高石勝男がいた。茨木中学校は体育教諭杉本伝のもとで水泳の盛んな学校であり、入谷が入学した1919年（大正8年）には中田留吉が招かれて水泳の指導に当たった。
当時、クロールは50m競泳にのみ用いられる泳法であると理解されており、長距離には片抜手や抜手が用いられていた。1919年（大正8年）の帝国水友会主催全国大会（鳴尾）の中等学校の部100mに出場した際、杉本と中田が相談の上、入谷にクロールのみで100mを泳いでしまえと指示、入谷は泳ぎ抜いた。この時の競技について、日本水泳連盟の記録では2位（1位は北野中学の鴻沢吾老）となっているが、杉本の著書では1着であったと記している。入谷は茨木中学校ではじめてクロールを体得したとされ（日本で最初にクロールを体得した、ともされる）、ほかの生徒たちも続いてマスターした。入谷は心肺機能が高かったことに加え、日本泳法の素養がなく最初からクロールを指導されたことが、速やかな習得につながったという。ただし、かれらが習得した初期のクロールには現代のような連続したバタ足がなく、大きな煽り足を入れたものであったという（日本で本格的にクロールの普及が進むのは、内田正練らが1920年アントワープオリンピックから帰国したのちとされる）。
1920年（大正9年）8月、茨木中学校は石田恒信（3年生）、入谷唯一郎・高石勝男（2年生）ら5人の選手で第4回戸田全日本競泳大会（静岡県戸田湾、東京帝国大学主催）に出場、クロール泳法を駆使して優勝を果たす。入谷は200mをクロールで泳破して優勝（2分49秒0）。後年の座談会（1960年）で宮畑虎彦が「入谷君が、戸田で大正9年初めて200メートルをクロールで泳ぎ切ってビックリした」と回顧するような衝撃を水泳界に与えた。また、100mで2位（1分12秒4）、800mリレーにも参加した（3位）。
第5回水泳大会（1920年8月）では200m（2分48秒2）・400m（6分26秒6）で優勝、100mで2位の成績を収めた。400mでは伸し泳ぎの名手として知られた能重道太郎（安房中学校）に競り勝ち、クロールの声価を高めたという。第6回大毎全国中等大会（1920年）では、100m・200mで優勝。1921年8月の第1回全国競泳大会（浜名湖、浜名湾遊泳協会主催）では、100mで優勝、100m背泳ぎで2位、50mで3位、200mリレー・800mリレーの一員となって優勝に貢献した。
1923年の第6回極東選手権競技大会（大阪）では、50ヤード・100ヤードでそれぞれ2位、200ヤードリレーの優勝に貢献。1924年、茨木中学校を卒業。
同志社校友会・同窓会『我等ノ同志社』（1935年）には、1924年パリオリンピックに入谷が同志社大学から出場したとあり、入谷がオリンピックで活躍したとする記述のある文献も散見されるが、入谷の出場は確認できない（パリオリンピックには茨木中出身の高石勝男と石田恒信が出場し、杉本伝が水泳監督を務めた）。
1926年（大正15年）には浜寺水練学校の海上10マイル競泳や3000メートル競泳に優勝（1929年（昭和4年）にも3000メートル競泳で優勝）。入谷は海上10マイルをすべてクロールで泳ぎ切った（4時間24分）。
1931年（昭和6年）、杉本伝校閲のもと『水泳教本』（杉本書院）を出版。
戦後、1961年（昭和36年）から1972年（昭和47年）まで高槻市教育長を務める。1980年、ジョージ・ブラウン編の『よみがえった授業 : 知識と感情を統合する合流教育』を河津雄介とともに翻訳した。
1989年（平成元年）3月14日、高槻市で逝去。84歳没。